# Насибян, Седа Саркисовна
Седа Саркисовна Насибян (род. 11 ноября 1947, Алаверди, Армянская ССР) — российский экономист, доктор экономических наук, профессор, декан факультета финансов и банковского дела Российской академии народного хозяйства и государственной службы Президенте РФ. Член Российско-итальянского Координационного Совета «Этика предпринимательства», патронируемого Русской православной церковью и Фондом кардинала Поля Пупара (Ватикан). Член российско-итальянского Совета при Комитете «Экономическая политика и предпринимательство» Государственной Думы Российской Федерации.

## Образование и карьера
В 1971 году окончила Ереванский государственный университет по специальности: Экономика и управление народным хозяйством (по отраслям и сферам деятельности). За время обучения в ЕрГУ работала в Управлении цветной металлургии Совета Министров Армянской ССР.
Окончила в 1977 году аспирантуру Московского горного института по специальности: Экономика и управление народным хозяйством (по отраслям и сферам деятельности).
Окончила докторантуру, в 2008 году Академию народного хозяйства при Правительстве РФ по специальности: Экономика и управление народным хозяйством (по отраслям и сферам деятельности).
Стажёр университета Джорджа Вашингтона (1997 г., Вашингтон, США)
Стажировалась в ряде западных стран по актуальным проблемам банков.
Учёная степень: доктор экономических наук
Учёное звание: профессор
Профессиональный опыт:
- 2011 — по н/в РАНХиГС при Президенте РФ, Декан факультета финансов и банковского дела[1]
- 2001—2011 АНХ при Правительстве РФ, Декан факультета финансов и банковского дела
- 1998—2001 АНХ при Правительстве РФ, зам. директора по образовательной деятельности Института менеджмента и маркетинга, директор Центра «Банковский менеджмент», зав. кафедрой «Банковское дело, финансы и страхование»
- 1994—1997 АНХ при Правительстве РФ, директор УМЦ «Банковское дело» Института высших управленческих кадров (ИВУК)

## История создания бизнес-школы
Бурный рост коммерческих банков в 90-е годы обусловил необходимость проведения краткосрочных программ обучения специалистов для банковской сферы. Для специалистов преобразованных государственных банков, профессионально владеющих техникой и технологией ведения операций, необходимы были программы с большим содержанием управленческих курсов. Специалисты же вновь созданных банков нуждались в обучении навыкам ведения банковского бизнеса.
В 1994 году по инициативе Седы Насибян был создан учебно-методический Центр «Банковский менеджмент», который начал свою деятельность с программ повышения квалификации, а уже в 1995 году центр перешёл на программы профессиональной переподготовки специалистов для финансово-кредитной сферы, затем и на сокращённые программы высшего образования. Такая логика диктовалась потребностями рынка на каждом конкретном этапе развития финансово-банковского бизнеса в России.
В этот период активно реализовывались программы «Банковское дело», «Страховое дело», «Риэлтерское дело». Наибольшее развитие получила программа «Банковское дело». Этому способствовало успешное сотрудничество с американскими коллегами из компании Barents Group в рамках проекта Master Bank Trainers Program, спонсируемого USAID (Агентством по международному развитию США). Продолжительность проекта составила 3 года (1995—1997 гг.). По результатам стажировки в США коллективом Центра «Банковский менеджмент» были подготовлены предложения по развитию банковского образования в России и представлены на конкурс, объявленный USAID.
Уже в 1997 году стало ясно, что становлению новой банковской системы в России должна способствовать подготовка банкиров нового поколения, профессионально владеющих управленческим инструментарием.
Под руководством Седы Насибян Центр разработал и реализовал программу дополнительного образования Executive MBA «Банковский менеджмент». Выпускникам программы впервые были выданы дипломы, удостоверяющие право работы в сфере управления банком.
В 2001 году Центр «Банковский менеджмент» был преобразован в Факультет финансов и банковского дела.
Отвечая современным вызовам, Седа Насибян инициировала разработку и запуск в 2004 году международной программы двойного диплома MBA со специализацией в банковском деле и финансах, а с 2007 году — участие в международной программе двойного диплома стало возможным и для тех, кто получает первое высшее образование.
Седа Насибян также сумела привлечь на факультет выдающихся российских экономистов, политиков и учёных, среди которых Хандруев А. А., Академик РАН Аганбегян А. Г., Турбанов А. В., Корищенко К.Н. и т. д., что благотворно повлияло на имидж факультета.
Седа Насибян и по сей день возглавляет Факультет финансов и банковского дела — прогрессивный и инновационный институт высшего и дополнительного образования, науки и бизнес-образования, который вырос из маленького Центра «Банковский менеджмент».
В 2016 году Факультет финансов и банковского дела РАНХиГС занял первое место в рейтинге Career.ru 2016—2017 по направлению «Экономика и финансы», набрав в сумме 9,51 балла. Это также самый высокий результат среди факультетов всех направлений.

## Научная деятельность
Членство в советах, комиссиях и ассоциациях:
- Член Учёного совета Российской академии народного хозяйства и государственной службы при Президенте РФ[3]
- Член редакционного Совета журналов «Финансы, деньги, инвестиции»[4], «Глобальные рынки и финансовый инжиниринг»[5].
- Член редакционного совета журнала «Банковский Бизнес»[6]
- Член международной ассоциации женщин-финансистов (FWI).
- Член Российско-итальянского Координационного Совета «Этика предпринимательства»[7], патронируемого Русской православной церковью и Фондом кардинала Поля Пупара (Ватикан).
- Член российско-итальянского Совета при Комитете «Экономическая политика и предпринимательство» Госдумы РФ.
- Член Национального банковского клуба
- Член Международной ассоциации развития менеджмента CEEMAN
- Член Российской ассоциации бизнес-образования[8]

## Награды и звания
- Медаль Академии народного хозяйства при Правительстве РФ «За вклад в развитие экономического образования в России»
- Диплом Ассоциации российских банков «За вклад в развитие этического и социального предпринимательства в банковской системе России»
- Императорский орден Святой Великомученицы Анастасии Узорешительницы. Великая княгиня Мария Владимировна Романова пожаловала Насибян С. С. Императорский орден Святой Великомученицы Анастасии Узорешительницы, которым награждаются женщины за деятельность на благотворительном, культурном, здравоохранительном, воспитательном и научном поприщах и продолжающих свою благородную деятельность.

Почётные дипломы международного общественного признания международных конференций женщин-руководителей финансового и банковского бизнеса:
- «За профессионализм и высокий уровень менеджмента» VI (ОАЭ 2006 г.)
- «За профессионализм и высокий уровень менеджмента» VII (Австрия-Венгрия 2007)
- «За профессионализм и высокий уровень менеджмента» VIII (Швеция-Дания 2008)
- «За профессионализм и высокий уровень менеджмента» IX (Швейцария 2009)

## Научные публикации (запросить и отредактировать)

#### Монографии
- Насибян С. С. Человеческие ресурсы финансовых структур. — М.: ИД «МЕЛАП», 2005.  (Дата обращения: 16 ноября 2016)
- Насибян С. С. Формирование человеческих ресурсов в банковской сфере. — М.: Креативная экономика, 2006.  (Дата обращения: 16 ноября 2016)

#### Учебники и учебные пособия
- Насибян С. С., Битков В. П. Банковское кредитование: минимизация рисков: Учеб. пособие. — М.: Фининформсервис НИКА, 2002.
- Насибян С. С. Бюджет. Бюджетная система РФ: Учеб.-метод. пособие. — М.: Креативная экономика.
- Насибян С. С., Андреева Н. П. и др. Управление человеческими ресурсами: Учеб.-метод. комплекс // Инновационный проект. ГОУ ВПО «АНХ при Правительстве РФ». — 2007.

#### Статьи в журналах
- Насибян С. С. Перспективные направления развития образовательных программ в финансовой сфере (на примере РАНХиГС) // Креативная экономика. — 2016. — Т. 10. — ISSN 1994-6929. — doi:10.18334/ce.10.10.36993.
- Насибян С. С. Инновации в системе непрерывного образования: современные вызовы // Российское предпринимательство. — 2012. — № 12. — ISSN 1994-6937.
- Насибян С. С. Профессиональная сертификация в области учета и финансов: современное состояние и пути развития // Российское предпринимательство. — 2012. — № 14 (212). — ISSN 1994-6937.
- Насибян С. С. Интеллектуализация банковской деятельности: современные вызовы // Банковские услуги. — 2008. — № 2.
- Насибян С. С. Инвестиции в образование обеспечат успех // Аналитический банковский журнал. — 2008. — № 5.
- Насибян С. С. Управление талантами банков: роль современного образования // Аналитический банковский журнал. — 2007. — № 11.
- Насибян С. С. Знание сотрудников — богатство компаний // Национальный банковский журнал. — 2007. — Июнь.